# Вулиця Професора Буйка (Київ)
Ву́лиця Профе́сора Бу́йка — вулиця в Голосіївському районі міста Києва, місцевість Деміївка. Пролягає від Деміївської вулиці до провулку Бабієнків.

## Історія
Вулиця виникла у 1-й чверті XX століття. Мала назву (2-а) Данилівська, від прізвища колишнього власника будинку в цій місцевості. Сучасна назва на честь українського науковця, лікаря, Героя Радянського Союзу Петра Буйка — з 1955 року.

## Меморіальні та анотаційні дошки
На приватному будинку № 31 встановлено гранітну анотаційну таблицю, яка сповіщає, що вулицю названо на честь професора Петра Буйка.